# Genoa Cricket and Football Club 1919-1920
Questa voce raccoglie le informazioni riguardanti il Genoa Cricket and Football Club nelle competizioni ufficiali della stagione 1919-1920.

## Stagione
La stagione 1919-1920 è la prima che si svolge dal termine della prima guerra mondiale. Alla presidenza del club vi è Guido Sanguineti e alla guida tecnica del club torna William Garbutt che durante i tornei di guerra era stato sostituito da Thomas Coggins.
Tra i vari caduti della grande guerra vi sono due protagonisti dell'ultimo trionfo rossoblu, Claudio Casanova e Adolfo Gnecco.
Hanno lasciato il club, tra gli altri, anche Percy Walsingham, Edoardo Mariani e Felice Berardo mentre tra gli ingaggi vi è da registrare l'arrivo di Ottavio Barbieri, che negli anni seguenti diverrà colonna insostituibile del sodalizio genovese.
In campionato, superati facilmente il campionato ligure e il girone semifinale A, otterrà solo il terzo posto e ultimo nel gironcino finale, alle spalle di Juventus e dei campioni dell'Inter.

## Divise
La maglia per le partite casalinghe presentava i colori attuali (anche se la dicitura ufficiale era rosso granato e blu) ma a differenza di oggi il blu era posizionato a destra.
La seconda maglia era la classica maglia bianca con le due strisce orizzontali rosso-blu sormontate dallo stemma cittadino.

## Organigramma societario
Area direttiva
- Presidente: Guido Sanguineti

Area tecnica
- Allenatore: William Garbutt

## Rosa
| N. |                   | Ruolo | Calciatore             |
| -- | ----------------- | ----- | ---------------------- |
|    | Italia (bandiera) | P     | Italo Ricci            |
|    | Italia (bandiera) | P     | Giacomo Rolla          |
|    | Italia (bandiera) | P     | Valerio Felice Terzi   |
|    | Italia (bandiera) | D     | Ottavio Barbieri       |
|    | Italia (bandiera) | D     | Giacomo Bergamino (II) |
|    | Italia (bandiera) | D     | Renzo De Vecchi        |
|    | Italia (bandiera) | D     | Carlo Ghigliano        |
|    | Italia (bandiera) | D     | Fausto Lazotti         |
|    | Italia (bandiera) | D     | Ruggero Maineri        |
|    | Italia (bandiera) | C     | Mario Capurro          |

| N. |                   | Ruolo | Calciatore                 |
| -- | ----------------- | ----- | -------------------------- |
|    | Italia (bandiera) | C     | Angelo Dellacasa           |
|    | Italia (bandiera) | C     | Ettore Leale               |
|    | Italia (bandiera) | C     | Pietro Pella               |
|    | Italia (bandiera) | C     | Enrico Sardi               |
|    | Italia (bandiera) | C     | Giovanni Battista Traverso |
|    | Italia (bandiera) | A     | Augusto Bergamino (I)      |
|    | Italia (bandiera) | A     | Guglielmo Brezzi           |
|    | Italia (bandiera) | A     | Emanuele Dellepiane        |
|    | Italia (bandiera) | A     | Ottavio Faini              |
|    | Italia (bandiera) | A     | Aristodemo Santamaria      |

## Calciomercato
| Acquisti | Acquisti            | Acquisti      | Acquisti |
| R.       | Nome                | da            | Modalità |
| -------- | ------------------- | ------------- | -------- |
| D        | Giacomo Bergamino   | Genoa II      |          |
| A        | Guglielmo Brezzi    | GC Grifone    |          |
| C        | Mario Capurro       | Calcio Ligure |          |
| C        | Angelo Dellacasa    | Juventus      |          |
| A        | Emanuele Dellepiane | Molassana     |          |
| A        | Ottavio Faini       | Genoa II      |          |
| D        | Fausto Lazotti      | Genoa II      |          |
| P        | Italo Ricci         | Juventus Roma |          |
| P        | Valerio Terzi       | Novara        |          |

| Cessioni | Cessioni                | Cessioni        | Cessioni |
| R.       | Nome                    | da              | Modalità |
| -------- | ----------------------- | --------------- | -------- |
| A        | Giulio Bassi            | GC Grifone      |          |
| A        | Felice Berardo          | US Torinese     |          |
| C        | Romolo Boglietti        | Torino          |          |
| C        | Carlo Capelli           | Libero          |          |
| A        | Giulio Crocco           | Libero          |          |
| P        | Francesco Costa         | fine carriera   |          |
| D        | Gracco De Nardo         | Spes Genova     |          |
| P        | Henry Molinari          | Libertas        |          |
| A        | Giovanni Battista Piano | Libero          |          |
| D        | Salvatore Profumo       | Sampierdarenese |          |
| C        | Domenico Sedino         | Corniglianese   |          |
| P        | Traverso II             | Libero          |          |

## Risultati

### Prima Categoria

#### Eliminatorie Liguria

##### Girone d'andata
| Arbitro: | Terzolo (Genova) |

|                             |           |          |
| Sardi Dellacasa Bergamino I | Marcatori | Bagnasco |

| Arbitro: | Terzolo (Genova) |

|                  |           |  |
| Santamaria Sardi | Marcatori |  |

| Arbitro: | Olivari (Genova) |

|  |           |                                              |
|  | Marcatori | Sardi ?’ (rig.) De Vecchi Bergamino I Brezzi |

| Arbitro: | Poggi (Genova) |

|                        |           |  |
| Santamaria Pella Sardi | Marcatori |  |

| Arbitro: | Pinasco (Sestri Ponente) |

|  |           |                  |
|  | Marcatori | Santamaria Sardi |

##### Girone di ritorno
| Arbitro: | Barnabò (Milano) |

|            |           |                  |
| Chiominati | Marcatori | ?’ (rig.) Brezzi |

| Arbitro: | Vagge (Genova) |

|   |           |                                        |
| ? | Marcatori | Dellacasa Santamaria Sardi Bergamino I |

| Arbitro: | Stella (Genova) |

|                                    |           |  |
| Sardi Dellacasa Bergamino I Brezzi | Marcatori |  |

| Arbitro: | Galletti (Genova) |

|                                                                     |           |  |
| Sardi 3’, 65’, 72’ Brezzi 23’, 34’, 60’, 70’ Bergamino I 62’ (rig.) | Marcatori |  |

| Arbitro: | Olivari (Genova) |

|  |           |                     |
|  | Marcatori | Santamaria Brezzi ? |

#### Semifinale nord
| Arbitro: | Crivelli (Milano) |

|                         |           |            |
| Sardi 67’ Dellacasa 79’ | Marcatori | 27’ Varese |

| Arbitro: | Brunetti (Torino) |

|                          |           |  |
| Dellacasa Brezzi Capurro | Marcatori |  |

| Arbitro: | Malvano (Torino) |

|       |           |            |
| Motta | Marcatori | Santamaria |

| Arbitro: | Crivelli (Milano) |

|  |           |        |
|  | Marcatori | Brezzi |

| Arbitro: | A.Gama (Milano) |

|                |           |       |
| Brezzi Capurro | Marcatori | Bay I |

| Arbitro: | Malvano (Torino) |

|            |           |            |
| Rampini IV | Marcatori | Santamaria |

| Arbitro: | A.Gama (Milano) |

|  |           |                              |
|  | Marcatori | 40’ Dellacasa 68’ Santamaria |

| Venezia 11 aprile 1920                         | Venezia   | 0 – 2        | Genoa | Stadio Pierluigi Penzo |
| \| \| \| \| \| \| Marcatori \| ?’, ?’ Sardi \| |           |              |       |                        |
|                                                |           |              |       |                        |
|                                                | Marcatori | ?’, ?’ Sardi |       |                        |

| Arbitro: | Bellandi (Milano) |

|                                         |           |  |
| Bullè’ (aut.) Bergamino II Brezzi Sardi | Marcatori |  |

| Arbitro: | Malvano (Torino) |

|            |           |                  |
| Baloncieri | Marcatori | Sardi Santamaria |

| Arbitro: | Mauro (Milano) |

|                  |           |            |
| Dellacasa Brezzi | Marcatori | Milano III |

#### Girone finale nord
| Arbitro: | Varisco (Milano) |

|                           |           |                         |
| Bona 33’ (rig.), 39’, 71’ | Marcatori | 4’ Santamaria 59’ Sardi |

| Arbitro: | Bertazzoni (Modena) |

|      |           |                  |
| Asti | Marcatori | ?’ (rig.) Brezzi |

## Statistiche

### Statistiche di squadra
| Competizione    | Punti | In casa | In casa | In casa | In casa | In casa | In casa | In trasferta | In trasferta | In trasferta | In trasferta | In trasferta | In trasferta | Totale | Totale | Totale | Totale | Totale | Totale | DR  |
| Competizione    | Punti | G       | V       | N       | P       | Gf      | Gs      | G            | V            | N            | P            | Gf           | Gs           | G      | V      | N      | P      | Gf     | Gs     | DR  |
| --------------- | ----- | ------- | ------- | ------- | ------- | ------- | ------- | ------------ | ------------ | ------------ | ------------ | ------------ | ------------ | ------ | ------ | ------ | ------ | ------ | ------ | --- |
| Prima Categoria | 39    | 10      | 10      | 0       | 0       | 43      | 4       | 10           | 8            | 2            | 0            | 30           | 3            | 22     | 18     | 3      | 1      | 76     | 11     | +65 |

### Statistiche dei giocatori
| Giocatore        | Prima Categoria | Prima Categoria |
| Giocatore        | Presenze        | Reti            |
| ---------------- | --------------- | --------------- |
| O. Barbieri      | 19              | 0               |
| A. Bergamino     | 19              | 14              |
| G. Bergamino     | 22              | 0               |
| Guglielmo Brezzi | 19              | 14              |
| M. Capurro       | 10              | 2               |
| A. Dellacasa     | 20              | 12              |
| E. Dellepiane    | 4               | 0               |
| R. De Vecchi     | 22              | 0               |
| O. Faini         | 1               | 0               |
| C. Ghigliano     | 22              | 0               |
| F. Lazotti       | 1               | 0               |
| E. Leale         | 18              | 0               |
| R. Maineri       | 0               | 0               |
| P. Pella         | 2               | 1               |
| I. Ricci         | 2               | 0               |
| G. Rolla         | 1               | 0               |
| A. Santamaria    | 19              | 11              |
| E. Sardi         | 16              | 22              |
| V. Terzi         | 19              | 0               |
| G. B. Traverso   | 9               | 0               |